# Lygrus clavipes
Lygrus clavipes là một loài bọ cánh cứng trong họ Cerambycidae.